# Francisco Larrañaga Albizu
Francisco Larrañaga Albizu (Zestoa, (Guipúscoa) - 24 de setembre de 1913), més conegut com a Chiquito de Iraeta (d'un temps ençà Txikito de Iraeta) o, en basc Iraetako Txikito, va ser un jugador professional de pilota basca a mà.
El malnom li ve del barri Iraeta del seu poble, el frontó del qual duu avui en dia el seu nom.
Va debutar com a professional el 1931, però els seus millors anys com a pilotari coincidiren amb la Guerra Civil, i no fou fins al 1940 que hom organitzà el primer Campionat Manomanista, a la final del qual arribà Txikito d'Iraeta, per a caure davant Atano III, el campió absolut del moment. El 1941, amb Gallastegi, quedà finalista del Campionat d'Espanya per parelles, davant Onaindia i Urcelay. El 1942 fou Gallastegi qui l'eliminà del Manomanista. El 1945 guanyà el campionat per parelles amb Lazkano 22-21 contra els germans Atano IV i Atano VII, però fou substituint en l'última partida el pilotari titular, Onaindia.

## Palmarés
- Subcampió del Manomanista 1940
- Subcampió per parelles: 1941
- Campió per parelles: 1945 (substituint Onaindia, lesionat)